# Will Routley
Will Routley (* 23. Mai 1983) ist ein kanadischer Radrennfahrer.
Will Routley begann seine Karriere 2005 bei dem kanadischen Continental Team Symmetrics. 2006 sowie 2007 gewann er mit seinen Teamkollegen das Mannschaftszeitfahren der Vuelta a El Salvador. 2010 wurde er kanadischer Meister im Straßenrennen und im Jahr darauf Vize-Meister. 2014 gewann er eine Etappe der Kalifornien-Rundfahrt.

## Erfolge
2006
- Mannschaftszeitfahren Vuelta a El Salvador

2007
- Mannschaftszeitfahren Vuelta a El Salvador

2010
- Kanadischer Meister – Straßenrennen

2014
- eine Etappe Tour of California

2016
- eine Etappe Grande Prémio Liberty Seguros
- Kanadische Meisterschaft – Straßenrennen

## Teams
- 2005 Symmetrics Cycling Team
- 2006 Symmetrics Cycling Team
- 2007 Symmetrics Cycling Team
- 2008 Symmetrics Cycling Team
- 2009 Jelly Belly
- 2010 Jelly Belly-Kenda
- 2011 Team SpiderTech-C10
- 2012 SpiderTech-C10
- 2013 Accent Jobs-Wanty
- 2014 Optum-Kelly Benefit Strategies
- 2015 Optum-Kelly Benefit Strategies
- 2016 Rally Cycling